# 斯塔羅杜布
52°35′N 35°46′E / 52.583°N 35.767°E
斯塔羅杜布（俄语：Староду́б，意即「老橡樹」）是俄羅斯布良斯克州西南部的一個城市，距布良斯克西南169公里。2002年人口18,643人。
其歷史可追溯至11世紀，1778年設市。